# Портогези, Паоло
Па́оло Портоге́зи (итал. Paolo Portoghesi; 2 ноября 1931[…], Рим — 30 мая 2023, Кальката, Лацио) — итальянский архитектор, теоретик, историк и профессор архитектуры в университете Сапиенца в Риме. Президент архитектурной секции Венецианской биеннале (1979—1992), главный редактор журнала «Controspazio» (ит., 1969—1983) и декан архитектурного факультета Миланского политехнического университета (1968—1978). иностранный член РААСН (1996).

## Биография
Портогези родился 2 ноября 1931 года. Семья жила в старом районе Пинья в центре Рима.
Изучал архитектуру на факультете архитектуры в римском университете Сапиенца, завершив учёбу в 1957 году. Начал преподавать историю критики на том же факультете в 1961 году. Портогези начал архитектурную практику вместе с архитектором-инженером Витторио Джильотти в Риме в 1964 году.
Портогези специализировался на преподавании и исследовании классической архитектуры, особенно архитектуры барокко. Большое влияние на Портогези оказало творчество Франческо Борромини.
Его интерес к более современной архитектуре во многом совпадал с интересом его коллеги из Рима Бруно Дзеви к более органичной форме модернизма, проявляющегося, например, в работах Виктора Орта и Фрэнка Ллойда Райта, а в Италии — к неореализму и стилю Либерти. Такое отношение сохранялось на протяжении всей карьеры Портогези и отчетливо прослеживается в его собственной архитектуре. Оно также проявляется в его увлечении изучением природы, выдвинутом на первый план в его более поздней книге «Природа и архитектура» (2000).
Портогези умер 30 мая 2023 года в возрасте 91 года.